# Organización para la Reconstrucción y Ayuda Humanitaria de Irak
La Organización para la Reconstrucción y Ayuda Humanitaria de Irak u Oficina para la Reconstrucción y Asistencia Humanitaria (ORHA) de sus siglas en inglés, fue una organización instalada de manera provisional en Irak para cubrir las necesidades y restablecer el país de los desastres provocados luego de la invasión provocada por la coalición multinacional liderada por los Estados Unidos en marzo de 2003 que puso fin al régimen de Saddam Hussein, fue instalada en Irak luego de la invasión, pero planeada antes de la invasión. Esta organización fue únicamente dirigida por el exmilitar, el General Jay Garner y luego de unos meses fue reemplazada por la Autoridad Provisional de la Coalición (CPA) dirigida por el administrador civil Paul Bremer, la ORHA fue el primer órgano gubernamental que gobernó Irak luego de la caída del gobierno de Hussein.

## Estructura
La organización no se coordinó estrechamente con otros esfuerzos en el Departamento de Estado de los EE. UU. y el Comando Central de Estados Unidos. Su modelo básico de Irak era de "asesoramiento equipos ministeriales", en la que el principal del Partido Ba'ath se liderazgo sería reemplazado por un equipo de tres hombres: ORHA asume que los ministerios seguirán funcionando bajo este nuevo esquema de gestión.
- Asesor superior de los Estados Unidos, a menudo militar ya que el personal militar eran más disponible para ORHA
- Expatriados iraquíes con experiencia en el área funcional
- El funcionario del Ministerio de más alto rango no afectado por la asociación directa con el régimen

## Creación
Cincuenta días antes de la llegada de la ORHA a Irak se celebró en El Pentágono su creación, en esta organización se carecía de recursos y planeamientos, es decir no había ningún plan. Posteriormente 167 miembros del personal perteneciente al gobierno de los Estados Unidos se desplazaron hacia la ciudad de Kuwait.
Otra forma que el gobierno de los Estados Unidos presdido por el Presidente George W. Bush fue colocar a Ahmed Chalabi, Chalabi fue el presidente del Congreso Nacional Iraquí quien ocasionó un fraude bancario en Jordania, este dijo que el mismo Irak luego de la invasión sería fácil de estabilizar si el gobierno sería presidido por el a la cabeza y por exiliados y además de ello no haría falta tanta cantidad de soldados, es decir proponía una cantidad reducida de tropas.

## Caos, destrucción y saqueos en Bagdad
Mientras los miembros de la ORHA y el personal del gobierno estadounidense permanecía en la ciudad de Kuwait, en Bagdad se producían saqueos, destrozos y todo tipo de desorden y violencia en masa. El Secretario de Defensa de los Estados Unidos, Donald Rumsfeld, expresó que su misión no era gobernar Irak, sino acabar con el régimen de Saddam y salir de Irak por ello el General David McKiernan se le prohibió declarar la ley marcial y los marines estadounidenses no hicieron nada. La CPA calculó la destrucción y los saques en la cantidad de 8 000 millones de Euros.
El ministerio del Petróleo Iraquí fue el único lugar protegido por el Ejército estadounidense, ninguno de los otros ministerios que figuraban en la lista de la Organización para la Reconstrucción y Ayuda Humanitaria de Irak fueron protegidos incluido el Museo Nacional de Irak.

## El establecimiento de la ORHA en Irak
La Organización para la Reconstrucción y Ayuda Humanitaria de Irak fue un organismo multiagencial integrado por personal procedente de distintos departamentos de Estados Unidos, creada de manera anterior a la Invasión de Irak de 2003, lo que posteriormente sería reemplazada dicha organización por la Autoridad Provisional de la Coalición o CPA para dirigir y supervisar la fase inmediata a la finalización de las operaciones militares. 
Dependiente de ella, se creó además un Consejo Internacional de Coordinación, encargado de la ayuda humanitaria y de la relación con las ONG y las Naciones Unidas. 
Llegó el 19 de abril y su labor estuvo, sin embargo, muy limitada por las acciones de la 
insurgencia iraquí que desmoronado el régimen, sacudieron Irak hasta el punto 
de convertirlo en un país difícilmente gobernable. Jay Garner Asumió la autoridad máxima de la organización el 21 de abril de 2003. 
Garner comenzó sin personal, y no sólo con la integración no integración del Mando Central de los Estados Unidos o el Estado Mayor Conjunto , y carecía de comunicaciones seguras. No se le dio información sobre la planificación anterior, ya sea el Departamento de Estado "Futuro de Irak" del proyecto o el Departamento de Defensa de Fuerza de Tarea Conjunta 4. La Agencia para el Desarrollo Internacional continuó el trabajo independiente, aunque uno de sus contratistas, dijo que no tenía los recursos para hacer el trabajo. 
General Jay Garner fue comunicado por el Secretario de Defensa de los Estados Unidos Donald Rumsfeld el 23 de abril de 2003 que Paul Bremer lo sucedería en el cargo y de esa manera Bremer lo reemplazó y Garner dejó su puesto el 1 de junio, pero esta vez Bremer asumió como el jefe de la Autoridad Provisional de la Coalición (CPA) en lugar de la ORHA que fue reemplazada por esta anterior (la CPA). La Autoridad Provisional de la Coalición fue el gobierno de facto de Irak hasta que la autoridad fue devuelto a los iraquíes. Al poco de llegar al poder, Bremer disolvió el Ejército iraquí, lo que dejó a cientos de miles de hombres sin trabajo y con armas. 
El vacío generado no pudo ser suplido entonces por los cerca de 160.000 
soldados de la coalición que integraban el Ejército de ocupación y entre 
cuyas funciones figuraban aparte de garantizar la seguridad, la 
reconstrucción del país, pese a lo cual no tardaron en convertirse blanco 
favorito de los ataques, en ese momento la ORHA quedaba en reemplazo de la Autoridad Provisional de la Coalición al mando de la dirección de Paul Bremer.